# Orient (Iowa)
Orient – miasto w Stanach Zjednoczonych, w stanie Iowa, w hrabstwie Adair. W 2000 liczyło 402 mieszkańców.